# Nécropole de Risovac
La Nécropole de Risovac est une nécropole qui se trouve sur le territoire du village de Risovac, dans la municipalité de Jablanica en Bosnie-Herzégovine. Elle abrite 41 stećci, un type particulier de tombes médiévales. Elle est inscrite sur la liste des monuments nationaux de Bosnie-Herzégovine.